# Montigny-lès-Arsures
Montigny-lès-Arsures é uma comuna francesa na região administrativa de Borgonha-Franco-Condado, no departamento de Jura. Estende-se por uma área de 10,63 km². Em 2010 a comuna tinha 251 habitantes (densidade: 23,6 hab./km²).